# Teddy Leifer
Teddy Leifer ist ein britischer Filmproduzent.

## Karriere
Leifers Karriere begann 2006 mit We Are Together, einem Dokumentarfilm über das Waisenhaus Agape in Südafrika, das den Spezialpreis der Jury und den Publikumspreis beim Tribeca Film Festival gewann. Anschließend produzierte er Rough Aunties, seine erste Zusammenarbeit mit dem Regisseur Kim Longinotto, der 2009 beim Sundance Film Festival den Großen Preis der Jury in der Kategorie Dokumentarfilm weltweit gewann. Im Jahr 2013 wurde Leifer vom Guardian Culture Professionals Network im Rahmen einer vom Hospital Club erstellten öffentlichen Liste in die Liste der „100 innovativsten und einflussreichsten Personen der britischen Kreativ- und Medienbranche“ aufgenommen.
Im Jahr 2015 produzierte er Longinottos Dreamcatcher, der in Sundance mit dem World Cinema Directing Award ausgezeichnet wurde. Außerdem produzierte er The Human Factor von Dror Moreh über die 30-jährigen Bemühungen der Vereinigten Staaten um Frieden im Nahen Osten.
Im Jahr 2022 produzierte er All That Breathes unter der Regie von Shaunak Sen, der erste Film, der sowohl den Großen Preis der Jury beim Sundance Film Festival als auch den Preis für den besten Dokumentarfilm beim Cannes Film Festival gewann und anschließend für den British Academy Film Award und den Oscar für Bester Dokumentarfilm nominiert wurde.
Zu seinen weiteren Produktionen gehören George Carlins amerikanischer Traum, ein zweiteiliger Dokumentarfilm unter der Regie von Judd Apatow und Michael Bonfiglio, der 2022 mit dem Emmy für herausragende Dokumentationen ausgezeichnet wurde.
Leifer produzierte auch die Sitcom Plebs, die die meistgesehene Sendung in der Geschichte von ITV2 war. Die Serie endete nach fünf Staffeln mit einem Special in Spielfilmlänge, das 2022 veröffentlicht wurde.

## Filmografie (Auswahl)
- 2004: The Unsteady Cough (Kurzfilm)
- 2006: The 10th Man (Kurzfilm)
- 2006: We are together (Thina Simunye)
- 2008: Rough Aunties
- 2009: Brave Young Men (Fernsehfilm)
- 2009: Cowboys in India
- 2010: Road to Las Vegas
- 2010: The Honeymoon Suite (Kurzfilm)
- 2011: Knuckle
- 2015: Dreamcatcher
- 2019: The Human Factor
- 2019: Plebs (Fernsehserie)
- 2020: The Art of Political Murder
- 2022: George Carlins amerikanischer Traum
- 2022: All That Breathes
- 2022: Plebs: Soldiers of Rome (Fernsehfilm)

## Auszeichnungen (Auswahl)
- 2009: Sundance Film Festival – Grand Jury Prize in der Kategorie Dokumentarfilm weltweit für Rough Aunties
- 2019: Royal-Television-Society-Award in der Kategorie Beste Komödie nach Drehbuch für Plebs
- 2022: Primetime-Emmy in der Kategorie Herausragender Dokumentarfilm für George Carlins amerikanischer Traum
- 2022: Gotham Award in der Kategorie Bester Dokumentarfilm für All That Breathes
- 2023: Cinema Eye Honors Award in der Kategorie Herausragender Dokumentarfilm für All That Breathes
- 2023: Oscar-Nominierung in der Kategorie Bester Dokumentarfilm für All That Breathes